# Алмашу-Мік-де-Мунте
Алмашу-Мік-де-Мунте (рум. Almașu Mic de Munte) — село у повіті Хунедоара в Румунії. Входить до складу комуни Балша.
Село розташоване на відстані 296 км на північний захід від Бухареста, 23 км на північний схід від Деви, 89 км на південний захід від Клуж-Напоки, 146 км на схід від Тімішоари.

## Населення
За даними перепису населення 2002 року у селі проживали 92 особи, усі — румуни. Усі жителі села рідною мовою назвали румунську.